# 언싱커블
《언싱커블》(영어: Unthinkable)은 2010년 공개된 미국의 스릴러 비디오 영화이다. 새뮤얼 L. 잭슨, 마이클 신, 캐리앤 모스 등이 출연하였다.

## 줄거리
로스앤젤레스 FBI 특수 요원 헬렌은 군에서 블랙 사이트로 징발한 한 고등학교로 소집된다. 그곳에는 본인을 유수프 모하메드로 지칭하는 전 델타 포스 스티븐 영거가 붙잡혀있다.
스티븐은 대통령이 이슬람 괴뢰정권과 독재정을 향한 지지를 중단하고 주둔 중인 미군을 철수하겠다고 공표하지 않는다면 미국 세 도시에 심어놓은 핵폭탄을 동시에 터트리겠다고 선언한다.
이에 특별 심문관 "H"가 소환된다. H는 본보기로 스티븐의 손가락을 잘라버린다. 그러나 스티븐은 교묘한 속임수를 멈추지 않고, 쇼핑몰에서 스티븐이 장치한 C-4가 터져 53명이 사망한다.
H는 보스니아 출신이며 현재는 미국 시민권자인 전 아내를 데려와 스티븐 앞에서 목을 그어 죽여버린다. 이어 H는 스티븐의 아이들까지 죽이려든다.
결국 스티븐은 뉴욕, 로스앤젤레스, 댈러스 세 곳을 댄다. 하지만 H는 사라진 전체 핵물질 양이 18 파운드이고 장치 하나당 4.5 파운드가 필요하므로 폭탄이 장착된 네 번째 장소가 있을 수밖에 없다고 판단하는데...

## 출연
- 새뮤얼 L. 잭슨 - "H" 역
- 캐리앤 모스 - 헬렌 브로디 요원 역
- 마이클 신 - 스티븐 아서 영거 / 유수프 모하메드 역
- 마틴 도너번 - 잭 손더스 부국장 역: 헬렌의 상관.
- 스티븐 루트 - 찰스 톰프슨 역
- 길 벨로스 - 폴 빈센트 요원 역
- 랜디 오글즈비 - 브래들리 씨
- 브랜던 라우스 - D.J. 잭슨 요원 역
- 조슈아 하토 - 필립스 요원 역
- 빈센트 라레스카 - 리앤드로 요원 역
- 니카 재디갠 - 제한 영거, 아내 역
- 질리언 브루노 - 사무라 영거, 딸 역
- 로라 코요비치 - 리나 험프리스 역: H의 아내.
- 야라 샤히디 - 케이티 험프리스 역
- 사이드 샤히디 - 피터 험프리스 역
- 베니토 마티네즈 - 앨버레즈 역
- 크리스 맥게리 - 피어스 소령 역
- 사샤 로이즈 - 심문관 루비치치 역
- 다이오 어데이 - 군사경찰 윈스턴 역
- 홈스 오즈번 - 폴슨 장군 역
- 마이클 로즈 - 커크메이지언 대령 역
- 제프 미드 - 젊은 병장 역
- 커크 B. R. 월러 - 참관인 역
- 켈리 본 - TV 뉴스 아나운서 역
- 데이비드 E. 윌리스 - ESPN 진행자 역
- 캘 퍼렉 - 죄수 역
- 라이언 밴더캠프 뷰캐넌 - 군인 역
- 대릴 앤서니 하퍼 - 해병대 특수부대 역

## 기타 제작진
- 라인 제작: 샘슨 뮤커
- 배역: 존 팹시데라
- 미술: 스티븐 존스에번스
- 세트: 앰버 헤일리
- 의상: 대니엘 홀러웰
- 분장: 앨런 A. 어폰
- 시각 효과: 크리스 어빈
- 음향 감독: 채드 J. 휴스
- 조감독: 스티븐 P. 던